# 圣克里斯托夫 (罗讷省)
圣克里斯托夫（法語：Saint-Christophe，法語發音：[sɛ̃ kʁistɔf]）是法国罗讷省的一个旧市镇，属于索恩河畔自由城区。2019年，圣克里斯托夫与临近的7个市镇合并为新市镇德格罗讷。

## 地理
圣克里斯托夫（46°15'43"N, 4°32'31"E）面积14.62 平方千米，位于法国奥弗涅-罗讷-阿尔卑斯大区罗讷省，该省份为法国中东部省份，北起顺时针与索恩-卢瓦尔省、安省、里昂大都会、伊泽尔省和卢瓦尔省接壤。
与圣克里斯托夫接壤的市镇（或旧市镇、城区）包括：旧圣皮埃尔、蒙索勒、乌鲁、聖博內德布呂耶爾、圣马梅尔、特拉德。

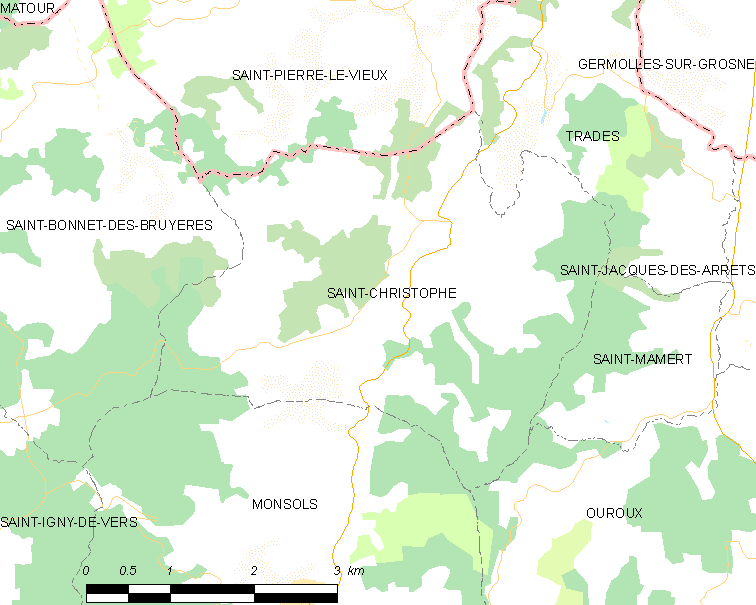
的OSM定位图

圣克里斯托夫的时区为UTC+01:00、UTC+02:00（夏令时）。

## 行政
圣克里斯托夫的邮政编码为69860，INSEE市镇编码为69185。

## 政治
圣克里斯托夫所属的省级选区为蒂济莱布尔县。

## 人口

1962-2008年间人口变化图示

圣克里斯托夫于2018年1月1日时的人口数量为227人。